# Rellotge de foc

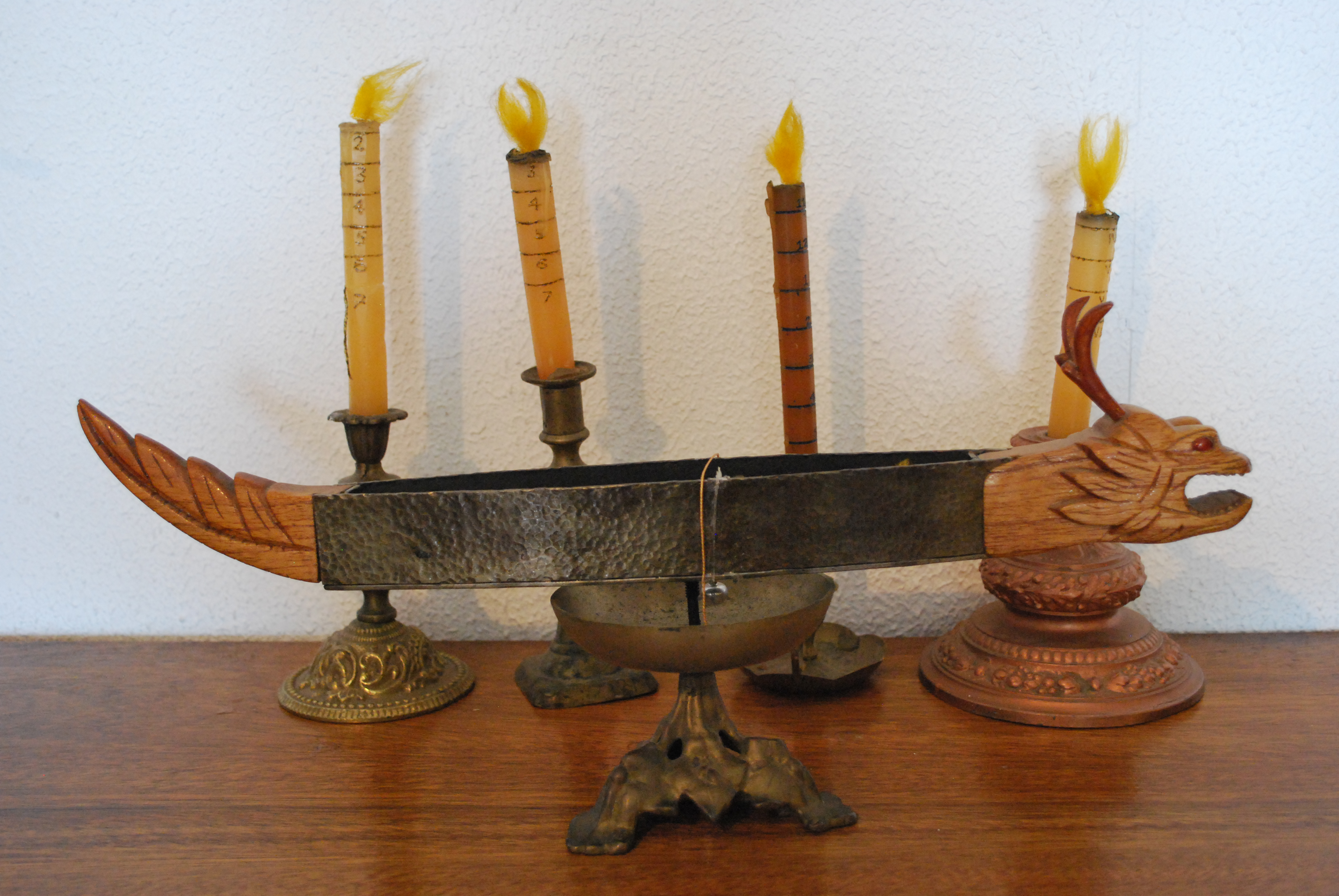
Rellotge de foc en el museu del Rellotge. Zacatlán, Pobla, Mèxic.

El rellotge de foc és un instrument de mesurament del temps en relació amb la velocitat de consum d'un combustible. La primera referència a aquest tipus de sistema de mesurament se situa cap al segle V d.C. en l'antiga Xina a través d'un poema de You Jiangu en el qual s'esmenta la seva importància.

## Tipus de rellotges
- L'espelma, com a unitat o graduada amb marques regulars en la seva longitud. S'han utilitzat des de l'Edat Mitjana espelmes a les esglésies per controlar els temps de vigília, també eren comunes en la societat de l'Antiga Roma, amb marques regulars al llarg de la cera per així calcular el temps transcorregut amb major precisió.

- La metxa, d'igual funcionament que el de l'espelma graduada però més regular en el seu consum i més pràctica, segons el llibre editat a Leipzig (1726) fou indispensable als soldats alemanys en la Primera Guerra Mundial durant les llargues nits de guàrdia en les quals era imprescindible el sigil. També era comunament usada pels miners, per a retardar l'encesa de la metxa "ràpida" dels explosius.

- Les barres d'encens a l'orient, una preparació de resines aromàtiques vegetals, a les que sovint s'hi afegeixen olis essencials d'origen animal o vegetal. Aquesta barra d'encens gradualment es cremava tallant uns fils col·locats successivament al llarg de la longitud d'un canal, en tallar els fils feia caure un tros de metall sobre una safata a intervals regulars, causant un «clang», generant un senyal cada intervals regulars.[1]